# 2018–2019-es magyar férfi vízilabda-bajnokság (első osztály)
A 2018–2019-es magyar férfi vízilabda-bajnokság (hivatalosan E.ON férfi OB I) a legrangosabb és legmagasabb szintű vízilabdaverseny Magyarországon. A pontversenyt 113. alkalommal a Magyar Vízilabda-szövetség írta ki és 16 csapat részvételével bonyolítja le.
A címvédő az FTC PQS Waterpolo.

## A bajnokságban szereplő csapatok
A Magyar Vízilabda-szövetség döntése értelmében az első osztályú bajnokság létszáma nem változik, marad a 16 csapatos kiírás. Az élvonalban szerepel a másodosztály bajnoka, a KSI SE és az osztályozót megnyerve a tavalyi 15. helyezett UVSE Hunguest Hotels. Kiesett a CONTITECH Szeged.
| A csapat neve                    | A csapat székhelye     | 2017–18   |
| -------------------------------- | ---------------------- | --------- |
| AVUS                             | Szombathely            | 13.       |
| A-HÍD OSC Újbuda                 | Budapest, Újbuda       | 4.        |
| Debreceni VSE                    | Debrecen               | 8.        |
| FTC Telekom Waterpolo            | Budapest, Ferencváros  | 1.        |
| Kaposvári VK                     | Kaposvár               | 9.        |
| KSI SE                           | Budapest, Margitsziget | OB I/B 1. |
| Metalcom Szentes                 | Szentes                | 11.       |
| BVSC-Zugló                       | Budapest, Zugló        | 5.        |
| PannErgy-Miskolci Vízilabda Club | Miskolc                | 6.        |
| PVSK-Mecsek Füszért              | Pécs                   | 10.       |
| Budapesti Honvéd SE              | Budapest, Kispest      | 7.        |
| Szolnoki Dózsa                   | Szolnok                | 2.        |
| Tatabányai VSE                   | Tatabánya              | 14.       |
| UVSE Hunguest Hotels             | Budapest, Margitsziget | 15.       |
| VasasPlaket                      | Budapest, Angyalföld   | 12.       |
| ZF-Eger                          | Eger                   | 3.        |

## Sorsolás
A sorsolásra 2018. szeptember 17-én, 12:00 órakor került sor az MVLSZ székházában. A csapatok a 2017/2018. évi bajnokság helyezéseit figyelembe véve páronként (3-4, 5-6, 7-8,…) kerültek kisorsolásra az ”A” vagy a ”B”csoportba. A bajnokság rendszere és a lebonyolítása nem változott az előző évi bajnoksághoz képest.
Ennek megfelelően a férfi ob I.-es bajnokság mezőnye:
A csoport
- FTC Telekom Waterpolo
- ZF-Eger
- BVSC-Zugló
- Budapesti Honvéd SE
- AVUS
- Metalcom Szentes
- PVSK-Mecsek Füszért
- KSI SE

B csoport
- Szolnoki Dózsa
- A-HÍD OSC Újbuda
- Debreceni VSE
- Kaposvári VK
- PannErgy-Miskolci Vízilabda Club
- Tatabányai VSE
- UVSE Hunguest Hotels
- VasasPlaket

## A bajnokság rendszere
A bajnokságot 16 csapat részvételével rendezik meg, és három fő részből áll: az alapszakaszból, a középszakaszból és az egyes helyezésekről döntő rájátszásból.

### Az alapszakasz
A bajnokság alapszakasza őszi és tavaszi szezonból áll, melynek során a csapatok két csoportban (8 csapat) körmérkőzéses rendszerben, a sorsolás szerinti sorrendben és pályaválasztói joggal egymás ellen két mérkőzést játszanak. A bajnoki mérkőzések győztes csapatai három pontot kapnak, döntetlen esetén mindkét csapat egy-egy pontot kap. Vereség esetén nem jár pont.
Az alapszakasz végső sorrendjét a bajnoki mérkőzéseken szerzett pontszámok összege határozza meg. Az első helyen a legtöbb, míg az utolsó, a 8. helyen a legkevesebb pontszámot szerzett egyesület végez. Pontegyenlőség esetén a bajnoki sorrendet az alábbi rendszer szerint határozzák meg:
Két csapat azonos pontszáma esetén
1. az egymás ellen játszott bajnoki mérkőzések pontkülönbsége
2. az egymás ellen játszott bajnoki mérkőzések gólkülönbsége
3. az alapszakaszbeli összes bajnoki mérkőzés gólkülönbsége
4. az alapszakaszbeli összes bajnoki mérkőzésen szerzett több gól
5. sorsolás

Három vagy több csapat azonos pontszáma esetén
1. az azonos pontszámú csapatok egymás elleni eredményéből számított „kisbajnokság” pontkülönbsége
2. azonos pontszám esetén a „kisbajnokság” gólkülönbsége
3. az alapszakaszbeli összes bajnoki mérkőzés gólkülönbsége
4. az alapszakaszbeli összes bajnoki mérkőzésen szerzett több gól
5. sorsolás

### A középszakasz
Az „A” és a „B” csoport 1-4., 5-8. helyezett csapatai egy oda-vissza mérkőzést játszanak egymással. A bajnoki mérkőzések győztes csapatai három pontot kapnak, döntetlen esetén mindkét csapat egy-egy pontot kap. Vereség esetén nem jár pont. A csapatok az alapszakasz mérkőzésein szerzett összes pontjukat magukkal viszik.
Az középszakasz végső sorrendjét a bajnoki mérkőzéseken szerzett pontszámok összege határozza meg. Az első helyen a legtöbb, míg az utolsó, a 8. helyen a legkevesebb pontszámot szerzett egyesület végez. Pontegyenlőség esetén a bajnoki sorrendet az alábbi rendszer szerint határozzák meg:
Két csapat azonos pontszáma esetén
1. az egymás ellen játszott bajnoki mérkőzések pontkülönbsége
2. az egymás ellen játszott bajnoki mérkőzések gólkülönbsége
3. az alapszakaszbeli összes bajnoki mérkőzés gólkülönbsége
4. az alapszakaszbeli összes bajnoki mérkőzésen szerzett több gól
5. sorsolás

Három vagy több csapat azonos pontszáma esetén
1. az azonos pontszámú csapatok egymás elleni eredményéből számított „kisbajnokság” pontkülönbsége
2. azonos pontszám esetén a „kisbajnokság” gólkülönbsége
3. az alapszakaszbeli összes bajnoki mérkőzés gólkülönbsége
4. az alapszakaszbeli összes bajnoki mérkőzésen szerzett több gól
5. sorsolás

### A rájátszás
A középszakaszban kialakult sorrend alapján a csapatok helyosztó mérkőzéseket az alábbi csoportok szerint játsszák:
Rájátszás I.:
Az 1-4, 2-3, 5-8, 6-7, 9-12, 10-11, 13-16, 14-15 párosításban páros mérkőzést játszanak hét megszerzett pontig. A csapatok az egymás elleni eredményeiket magukkal hozzák.
Rájátszás II.:
A rájátszás I. szakasza után:
- Az 1-4, és a 2-3 párharcok győztesei három győzelemig tartó páros mérkőzést játszanak a bajnoki címért.
- Az 1-4, és a 2-3 párharcok vesztesei két győzelemig tartó páros mérkőzést játszanak a 3. és 4. helyezésért.
- Az 5-8, és a 6-7 párharcok győztesei két győzelemig tartó páros mérkőzést játszanak az 5. és 6. helyezésért.
- Az 5-8, és a 6-7 párharcok vesztesei két győzelemig tartó páros mérkőzést játszanak a 7. és 8 helyezésért.
- A 9-12, és a 10-11 párharcok győztesei két győzelemig tartó páros mérkőzést játszanak a 9. és 10. helyezésért.
- A 9-12, és a 10-11 párharcok vesztesei két győzelemig tartó páros mérkőzést játszanak a 11. és 12 helyezésért.
- A 13-16, és a 14-15 párharcok győztesei két győzelemig tartó páros mérkőzést játszanak a 13. és 14. helyezésért.
- A 13-16, és a 14-15 párharcok vesztesei két győzelemig tartó páros mérkőzést játszanak a 15. és 16 helyezésért.

Az MVLSZ Elnöksége, amennyiben élni kíván ezzel a lehetőséggel, jogosult kijelölni a bajnoki döntő helyszínét. A rájátszás mérkőzésein döntetlen eredmény nem születhet, a mérkőzést döntésig kell játszani. A rájátszásban minden győzelem 3 pontot ért, a vesztes nem kap pontot. A páros mérkőzések esetén az első mérkőzés pályaválasztója mindig a középszakaszban jobb helyezést elért csapat. A további mérkőzéseken a pályaválasztói jog az előző mérkőzésekhez képest felcserélődik.

## Az alapszakasz

### A csoport
| #  | Csapat              | M  | GY | D | V  | G+ – G– | GK   | P  | Megjegyzések          |
| -- | ------------------- | -- | -- | - | -- | ------- | ---- | -- | --------------------- |
| 1. | FTC PQS WaterpoloCV | 14 | 14 | 0 | 0  | 195–87  | +108 | 42 | Feljutás a felsőházba |
| 2. | ZF-Eger             | 14 | 11 | 1 | 2  | 167–105 | +62  | 34 | Feljutás a felsőházba |
| 3. | BVSC-Zugló          | 14 | 6  | 3 | 5  | 137–128 | +9   | 21 | Feljutás a felsőházba |
| 4. | Budapesti Honvéd SE | 14 | 6  | 2 | 6  | 124–122 | +2   | 20 | Feljutás a felsőházba |
| 5. | PVSK-Mecsek Füszért | 14 | 6  | 1 | 7  | 125–133 | −8   | 19 | Kiesés az alsóházba   |
| 6. | Metalcom Szentes    | 14 | 5  | 2 | 7  | 107–137 | −30  | 17 | Kiesés az alsóházba   |
| 7. | AVUS                | 14 | 3  | 1 | 10 | 113–161 | −48  | 10 | Kiesés az alsóházba   |
| 8. | KSI SE              | 14 | 0  | 0 | 14 | 83–178  | −95  | 0  | Kiesés az alsóházba   |

Utolsó frissítés: 2019. február 24. 
Forrás: Magyar vízilabda-szövetség 
A rangsorolás alapszabályai: 1. összpontszám, 2. egymás elleni mérkőzések pontkülönbsége, 3. egymás elleni mérkőzések gólkülönbsége, 4. gólkülönbség, 5. szerzett gólok száma, 6. sorsolás.
(B): Bajnokcsapat, (K): Kieső csapat, (F): Feljutó csapat, (I): Kupainduló, (R): A rájátszás győztese, (KGY): Kupagyőztes

### B csoport
| #  | Csapat                           | M  | GY | D | V  | G+ – G– | GK   | P  | Megjegyzések          |
| -- | -------------------------------- | -- | -- | - | -- | ------- | ---- | -- | --------------------- |
| 1. | A-HÍD OSC Újbuda                 | 14 | 14 | 0 | 0  | 207–82  | +125 | 42 | Feljutás a felsőházba |
| 2. | Szolnoki Dózsa                   | 14 | 11 | 0 | 3  | 166–89  | +77  | 33 | Feljutás a felsőházba |
| 3. | PannErgy-Miskolci Vízilabda Club | 14 | 10 | 0 | 4  | 169–116 | +53  | 30 | Feljutás a felsőházba |
| 4. | Debreceni VSE                    | 14 | 6  | 0 | 8  | 129–154 | −25  | 18 | Feljutás a felsőházba |
| 5. | Tatabányai VSE                   | 14 | 4  | 1 | 9  | 95–139  | −44  | 13 | Kiesés az alsóházba   |
| 6. | UVSE Hunguest Hotels             | 14 | 4  | 0 | 10 | 98–158  | −60  | 12 | Kiesés az alsóházba   |
| 7. | VasasPlaket                      | 14 | 3  | 2 | 9  | 107–160 | −53  | 11 | Kiesés az alsóházba   |
| 8. | Kaposvári VK                     | 14 | 2  | 1 | 11 | 95–168  | −73  | 7  | Kiesés az alsóházba   |

Utolsó frissítés: 2019. február 24. 
Forrás: Magyar vízilabda-szövetség 
A rangsorolás alapszabályai: 1. összpontszám, 2. egymás elleni mérkőzések pontkülönbsége, 3. egymás elleni mérkőzések gólkülönbsége, 4. gólkülönbség, 5. szerzett gólok száma, 6. sorsolás.
(B): Bajnokcsapat, (K): Kieső csapat, (F): Feljutó csapat, (I): Kupainduló, (R): A rájátszás győztese, (KGY): Kupagyőztes

### A csoport
| Hazai \ Vendég1       | FTC  | EGER | BHSE  | BVSC  | PVSK  | SZEN | AVUS | KSI   |
| FTC Telekom Waterpolo |      | 13–8 | 13–4  | 14–6  | 15–9  | 16–5 | 16–6 | 17–6  |
| ZF-Eger               | 5–9  |      | 11–10 | 11–11 | 11–3  | 13–8 | 14–8 | 12–4  |
| Budapesti Honvéd SE   | 8–17 | 8–10 |       | 7–7   | 10–9  | 10–5 | 8–5  | 10–5  |
| BVSC-Zugló            | 6–11 | 8–12 | 8–8   |       | 11–12 | 9–4  | 15–8 | 13–11 |
| PVSK-Mecsek Füszért   | 5–14 | 4–13 | 8–7   | 10–9  |       | 8–8  | 18–7 | 13–6  |
| Metalcom Szentes      | 7–10 | 7–16 | 10–9  | 9–12  | 8–7   |      | 11–9 | 10–6  |
| AVUS                  | 6–17 | 7–16 | 9–11  | 6–10  | 10–7  | 5–5  |      | 14–4  |
| KSI SE                | 6–13 | 5–15 | 5–14  | 5–12  | 4–12  | 7–10 | 9–13 |       |

Utolsó felvett mérkőzés dátuma: 2019. február 24. 
Forrás: Magyar Vízilabda-szövetség 
1A hazai csapatok a bal oldali oszlopban szerepelnek.
Színek: Zöld = hazai győzelem; Sárga = döntetlen; Piros = vendéggyőzelem.
 

### Mérkőzések
A fordulók eredményei a jobb oldali szövegre kattintva nyitható/csukható.
| 1. forduló                              |   |
| Hivatalos mérkőzésnap: 2018. október 3. |   |
|                                         | – |
|                                         | – |
|                                         | – |
|                                         | – |

| 2. forduló                               |   |
| Hivatalos mérkőzésnap: 2018. október 20. |   |
|                                          | – |
|                                          | – |
|                                          | – |
|                                          | – |

| 3. forduló                               |   |
| Hivatalos mérkőzésnap: 2018. október 31. |   |
|                                          | – |
|                                          | – |
|                                          | – |
|                                          | – |

| 4. forduló                         |   |
| Hivatalos mérkőzésnap: 2018. [[.]] |   |
|                                    | – |
|                                    | – |
|                                    | – |
|                                    | – |

| 5. forduló                         |   |
| Hivatalos mérkőzésnap: 2018. [[.]] |   |
|                                    | – |
|                                    | – |
|                                    | – |
|                                    | – |

| 6. forduló                         |   |
| Hivatalos mérkőzésnap: 2018. [[.]] |   |
|                                    | – |
|                                    | – |
|                                    | – |
|                                    | – |

| 7. forduló                                |      |                |
| Hivatalos mérkőzésnap: 2017. november 18. |      |                |
| Debreceni VSE                             | 7–9  | Kaposvári VK   |
| FTC PQS Waterpolo                         | 8–11 | Szolnoki Dózsa |
| VasasPlaket                               | 6–6  | BVSC-Zugló     |
| UVSE                                      | 9–11 | AVUS           |

| 8. forduló                                |       |               |
| Hivatalos mérkőzésnap: 2017. november 22. |       |               |
| Szolnoki Dózsa                            | 20–8  | AVUS          |
| VasasPlaket                               | 6–8   | UVSE          |
| BVSC-Zugló                                | 10–11 | Debreceni VSE |
| FTC PQS Waterpolo                         | 23–6  | Kaposvári VK  |

| 9. forduló                                |       |                   |
| Hivatalos mérkőzésnap: 2018. december 16. |       |                   |
| Kaposvári VK                              | 7–13  | BVSC-Zugló        |
| UVSE                                      | 1–13  | Szolnoki Dózsa    |
| AVUS                                      | 8–21  | FTC PQS Waterpolo |
| Debreceni VSE                             | 10–10 | VasasPlaket       |

| 10. forduló                             |   |
| Hivatalos mérkőzésnap: 2019. január 26. |   |
|                                         | – |
|                                         | – |
|                                         | – |
|                                         | – |

| 11. forduló                             |   |
| Hivatalos mérkőzésnap: 2019. február 2. |   |
|                                         | – |
|                                         | – |
|                                         | – |
|                                         | – |

| 12. forduló                             |   |
| Hivatalos mérkőzésnap: 2019. február 9. |   |
|                                         | – |
|                                         | – |
|                                         | – |
|                                         | – |

| 13. forduló                              |   |
| Hivatalos mérkőzésnap: 2019. február 16. |   |
|                                          | – |
|                                          | – |
|                                          | – |
|                                          | – |

| 14. forduló                              |   |
| Hivatalos mérkőzésnap: 2019. február 23. |   |
|                                          | - |
|                                          | – |
|                                          | – |
|                                          | – |

### B csoport
| Hazai \ Vendég1                  | OSC  | SZOL  | MVLC  | DVSE | UVSE | TVSE  | VAS   | KAP   |
| A-HÍD OSC Újbuda                 |      | 8–7   | 14–11 | 16–6 | 12–3 | 14–3  | 18–6  | 21–3  |
| Szolnoki Dózsa                   | 8–10 |       | 11–8  | 17–5 | 17–8 | 9–4   | 16–6  | 13–2  |
| PannErgy-Miskolci Vízilabda Club | 9–12 | 10–12 |       | 12–8 | 14–7 | 13–5  | 11–10 | 14–9  |
| Debreceni VSE                    | 9–11 | 10–8  | 8–14  |      | 8–7  | 16–13 | 13–10 | 13–11 |
| UVSE Hunguest Hotels             | 3–22 | 7–13  | 5–16  | 9–6  |      | 8–7   | 8–11  | 11–8  |
| Tatabányai VSE                   | 4–15 | 4–11  | 5–11  | 8–7  | 9–10 |       | 10–6  | 7–4   |
| VasasPlaket                      | 6–17 | 3–12  | 6–12  | 10–9 | 7–5  | 7–7   |       | 12–15 |
| Kaposvári VK                     | 4–17 | 4–12  | 4–14  | 8–11 | 8–7  | 8–9   | 7–7   |       |

Utolsó felvett mérkőzés dátuma: 2019. február 24. 
Forrás: Magyar Vízilabda-szövetség 
1A hazai csapatok a bal oldali oszlopban szerepelnek.
Színek: Zöld = hazai győzelem; Sárga = döntetlen; Piros = vendéggyőzelem.
 

## A középszakasz

### Felsőház
| #  | Csapat                           | M  | GY | D | V | DG–KG   | GK   | P  | Megjegyzések               |
| -- | -------------------------------- | -- | -- | - | - | ------- | ---- | -- | -------------------------- |
| 1. | FTC Telekom WaterpoloCV          | 16 | 16 | 0 | 0 | 227–102 | +125 | 48 | Rájátszás a bajnoki címért |
| 2. | A-HÍD OSC Újbuda                 | 16 | 16 | 0 | 0 | 229–92  | +137 | 48 | Rájátszás a bajnoki címért |
| 3. | ZF-Eger                          | 16 | 12 | 1 | 3 | 183–127 | +56  | 37 | Rájátszás a bajnoki címért |
| 4. | Szolnoki Dózsa                   | 16 | 12 | 0 | 4 | 186–108 | +78  | 36 | Rájátszás a bajnoki címért |
| 5. | PannErgy-Miskolci Vízilabda Club | 16 | 11 | 0 | 5 | 192–134 | +58  | 33 | Rájátszás az 5-8. helyért  |
| 6. | BVSC-Zugló                       | 16 | 6  | 3 | 7 | 152–149 | +3   | 21 | Rájátszás az 5-8. helyért  |
| 7. | Debreceni VSE                    | 16 | 7  | 0 | 9 | 145–182 | -37  | 21 | Rájátszás az 5-8. helyért  |
| 8. | Budapesti Honvéd SE              | 16 | 6  | 2 | 8 | 136–145 | -9   | 20 | Rájátszás az 5-8. helyért  |

### Mérkőzések
A fordulók eredményei a jobb oldali szövegre kattintva nyitható/csukható.
| 1. forduló                              |       |                                  |
| Hivatalos mérkőzésnap: 2019. március 2. |       |                                  |
| ZF-Eger                                 | 11–10 | PannErgy-Miskolci Vízilabda Club |
| FTC Telekom Waterpolo                   | 22–7  | Debreceni VSE                    |
| Szolnoki Dózsa                          | 13–9  | BVSC-Zugló                       |
| A-HÍD OSC Újbuda                        | 10-5  | Budapesti Honvéd SE              |

| 2. forduló                              |      |                                  |
| Hivatalos mérkőzésnap: 2019. március 6. |      |                                  |
| FTC Telekom Waterpolo                   | 10–8 | Szolnoki Dózsa                   |
| A-HÍD OSC Újbuda                        | 12–5 | ZF-Eger                          |
| Budapesti Honvéd SE                     | 7–13 | PannErgy-Miskolci Vízilabda Club |
| Debreceni VSE                           | 9-6  | BVSC-Zugló                       |

| 3. forduló                              |   |                       |
| Hivatalos mérkőzésnap: 2019. március 9. |   |                       |
| ZF-Eger                                 | – | Debreceni VSE         |
| Szolnoki Dózsa                          | – | Budapesti Honvéd SE   |
| BVSC-Zugló                              | – | A-HÍD OSC Újbuda      |
| PannErgy-Miskolci Vízilabda Club        | – | FTC Telekom Waterpolo |

| 4. forduló                               |   |                       |
| Hivatalos mérkőzésnap: 2019. március 16. |   |                       |
| PannErgy-Miskolci Vízilabda Club         | – | BVSC-Zugló            |
| Debreceni VSE                            | – | Budapesti Honvéd SE   |
| ZF-Eger                                  | – | Szolnoki Dózsa        |
| A-HÍD OSC Újbuda                         | – | FTC Telekom Waterpolo |

| 5. forduló                         |   |
| Hivatalos mérkőzésnap: 2019. [[.]] |   |
|                                    | – |
|                                    | – |
|                                    | – |
|                                    | – |

| 6. forduló                         |   |
| Hivatalos mérkőzésnap: 2019. [[.]] |   |
|                                    | – |
|                                    | – |
|                                    | – |
|                                    | – |

| 7. forduló                         |   |
| Hivatalos mérkőzésnap: 2019. [[.]] |   |
|                                    | – |
|                                    | – |
|                                    | – |
|                                    | – |

| 8. forduló                         |   |
| Hivatalos mérkőzésnap: 2019. [[.]] |   |
|                                    | – |
|                                    | – |
|                                    | – |
|                                    | – |

### Alsóház
| #  | Csapat               | M  | GY | D | V  | DG–KG   | GK   | P  | Megjegyzések               |
| -- | -------------------- | -- | -- | - | -- | ------- | ---- | -- | -------------------------- |
| 1. | PVSK-Mecsek Füszért  | 16 | 8  | 1 | 7  | 143-143 | 0    | 25 | Rájátszás a 9-12. helyért  |
| 2. | Tatabányai VSE       | 16 | 6  | 1 | 9  | 111–152 | -41  | 19 | Rájátszás a 9-12. helyért  |
| 3. | Metalcom Szentes     | 15 | 5  | 2 | 8  | 112–144 | -32  | 17 | Rájátszás a 9-12. helyért  |
| 4. | AVUS                 | 16 | 4  | 2 | 10 | 133–179 | -46  | 14 | Rájátszás a 9-12. helyért  |
| 5. | VasasPlaket          | 15 | 4  | 2 | 9  | 119–168 | -49  | 14 | Rájátszás a 13-16. helyért |
| 6. | UVSE Hunguest Hotels | 16 | 4  | 1 | 11 | 113–178 | -65  | 13 | Rájátszás a 13-16. helyért |
| 7. | Kaposvári VK         | 16 | 2  | 1 | 13 | 108–186 | -78  | 7  | Rájátszás a 13-16. helyért |
| 8. | KSI SEÚ              | 16 | 0  | 0 | 16 | 99–199  | -100 | 0  | Rájátszás a 13-16. helyért |

### Mérkőzések
A fordulók eredményei a jobb oldali szövegre kattintva nyitható/csukható.
| 1. forduló                              |          |              |
| Hivatalos mérkőzésnap: 2019. március 2. |          |              |
| Tatabányai VSE                          | 9–8      | KSI SE       |
| UVSE Hunguest Hotels                    | 9–9      | AVUS         |
| PVSK-Mecsek Füszért                     | 7–4      | Kaposvári VK |
| Metalcom Szentes                        | Ápr. 13. | VasasPlaket  |

| 2. forduló                              |      |                      |
| Hivatalos mérkőzésnap: 2019. március 6. |      |                      |
| PVSK-Mecsek Füszért                     | 11–6 | UVSE Hunguest Hotels |
| Tatabányai VSE                          | 7–5  | Metalcom Szentes     |
| Kaposvári VK                            | 9–11 | AVUS                 |
| KSI SE                                  | 8-12 | VasasPlaket          |

| 3. forduló                              |   |                     |
| Hivatalos mérkőzésnap: 2019. március 9. |   |                     |
| AVUS                                    | – | Tatabányai VSE      |
| VasasPlaket                             | – | PVSK-Mecsek Füszért |
| Metalcom Szentes                        | – | Kaposvári VK        |
| UVSE Hunguest Hotels                    | - | KSI SE              |

| 4. forduló                               |   |                      |
| Hivatalos mérkőzésnap: 2019. március 16. |   |                      |
| Kaposvári VK                             | – | KSI SE               |
| Metalcom Szentes                         | – | UVSE Hunguest Hotels |
| PVSK-Mecsek Füszért                      | – | Tatabányai VSE       |
| VasasPlaket                              | - | AVUS                 |

| 5. forduló                         |   |
| Hivatalos mérkőzésnap: 2019. [[.]] |   |
|                                    | – |
|                                    | – |
|                                    | – |
|                                    | - |

| 6. forduló                         |   |
| Hivatalos mérkőzésnap: 2019. [[.]] |   |
|                                    | – |
|                                    | – |
|                                    | – |
|                                    | - |

| 7. forduló                         |   |
| Hivatalos mérkőzésnap: 2019. [[.]] |   |
|                                    | – |
|                                    | – |
|                                    | – |
|                                    | - |

| 8. forduló                         |   |
| Hivatalos mérkőzésnap: 2019. [[.]] |   |
|                                    | – |
|                                    | – |
|                                    | – |
|                                    | - |

## A bajnokság végeredménye
| #   | Csapat                              | Megjegyzések        |
| --- | ----------------------------------- | ------------------- |
| 1.  | FTC Telekom Waterpolo (kupagyőztes) | LEN-bajnokok ligája |
| 2.  | A-HÍD OSC Újbuda                    | LEN-bajnokok ligája |
| 3.  | Szolnoki Dózsa                      | LEN-bajnokok ligája |
| 4.  | ZF-Eger                             | LEN-Európa-kupa     |
| 5.  | PannErgy-MVLC-Miskolc               | LEN-Európa-kupa     |
| 6.  | BVSC-Zugló                          |                     |
| 7.  | Budapesti Honvéd Sport Egyesület    |                     |
| 8.  | Debrecen                            |                     |
| 9.  | PVSK-Mecsek Füszért                 |                     |
| 10. | Metalcom Szentes                    |                     |
| 11. | Tatabánya                           |                     |
| 12. | AVUS                                |                     |
| 13. | UVSE                                |                     |
| 14. | Kaposvári Vízilabda Klub            |                     |
| 15. | VasasPlaket                         | Osztályozó          |
| 16. | KSI Vízilabda Club                  | Kiesés az OB I/B-be |

## A góllövőlista élmezőnye
Utolsó frissítés: 2019. május 22., forrás:  Archiválva 2019. május 17-i dátummal a Wayback Machine-ben.
|     | Hely | Gól | Játékos                   | Csapat                           |
| --- | ---- | --- | ------------------------- | -------------------------------- |
| 1.  |      | 55  | Kolozsi Marcell           | PVSK-Mecsek Füszért              |
| 2.  |      | 55  | Pásztor Mátyás            | BVSC-Zugló                       |
| 3.  |      | 52  | Ognjen Stojanović         | ZF-Eger                          |
| 4.  |      | 51  | Nagy Márton (vízilabdázó) | Szentesi VK                      |
| 5.  |      | 50  | Alexander Brant Bowen     | PannErgy-Miskolci Vízilabda Club |
| 6.  |      | 50  | Ángelosz Vlahópulosz      | ZF-Eger                          |
| 7.  |      | 49  | Bóbis Botond              | KSI                              |
| 8.  |      | 49  | Ivan Basara               | AVUS                             |
| 9.  |      | 48  | Rakonjac Zlatko           | PVSK-Mecsek Füszért              |
| 10. |      | 47  | Baksa Benedek             | UVSE                             |